# Matroos
Een matroos (uitspraakⓘ) is iemand die alle algemene en voorkomende werkzaamheden aan boord van een schip verricht die nodig zijn om het schip rein en zeewaardig te houden. Dit houdt onder meer in het onderhoud aan en het schoonhouden van het schip, roerganger zijn en uitkijk houden. Waar het zeilschepen betreft gaat het ook om het bedienen van de zeilen. 

## Koopvaardij

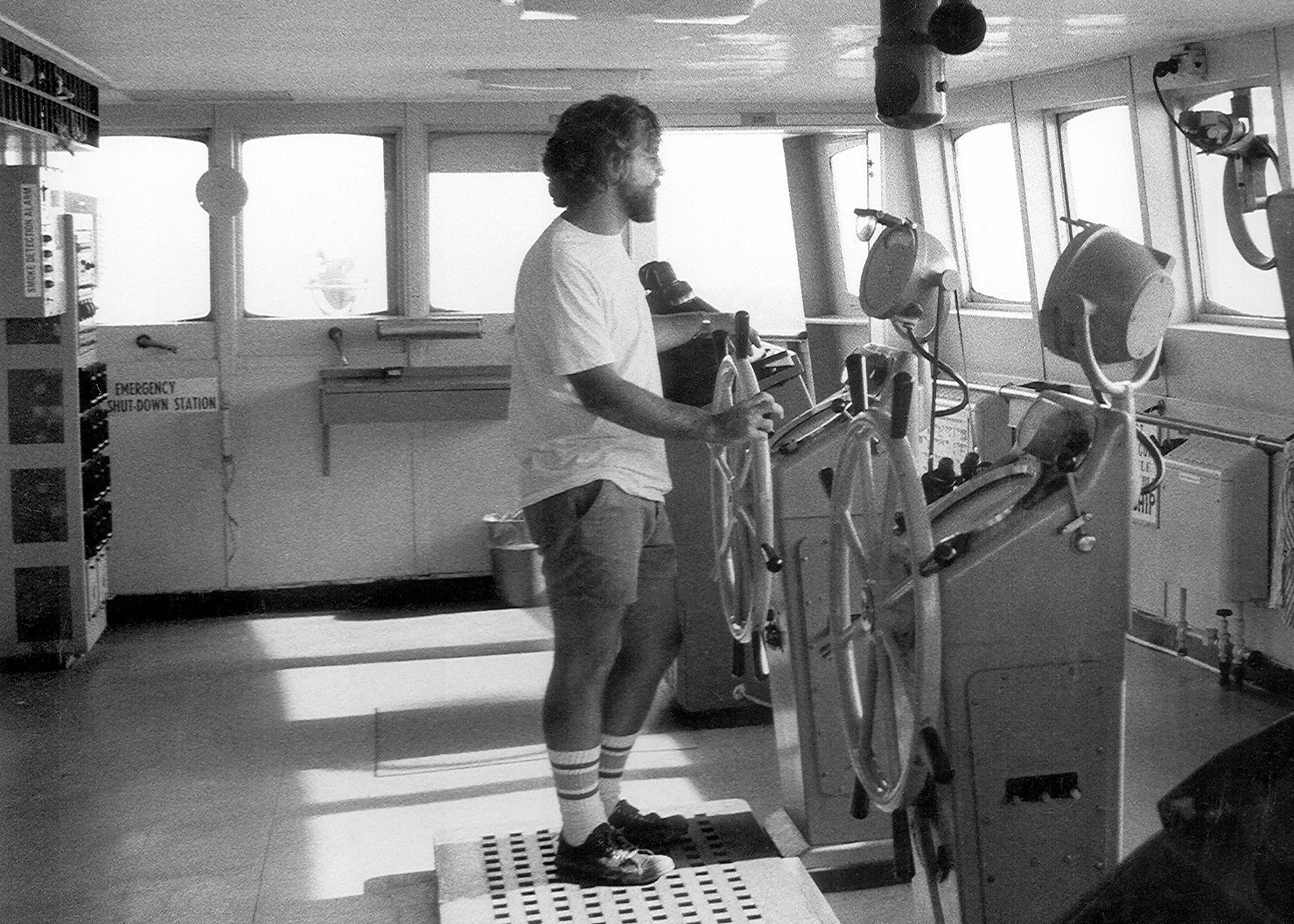
Volmatrozen worden vaak als roerganger gebruikt

Bij de koopvaardij wordt onderscheid gemaakt tussen licht- en volmatrozen. 
- Een lichtmatroos is beginnend matroos, ook wel aankomend matroos of matroos onder de gage genoemd. Een lichtmatroos werkt als assistent van de bootsman en kwartiermeester op een zeilschip. Hij zorgt voor de veiligheid van de gasten, maar verricht ook benedendeks huishoudelijke taken.  Een lichtmatroos is na de deksman de laagste in hiërarchie. Een lichtmatroos volgt echter een beroepsopleiding, waar een deksman geen opleiding heeft of volgt.
- Een volmatroos bezit het diploma volmatroos. Dit betekent dat de matroos kan splitsen en knopen, met zeilen en riemen om kan gaan. Tevens kan hij aan het roer staan, en het schip onderhouden. Ook de bevelen met betrekking tot de reddingsmiddelen moet hij kunnen uitvoeren.

## Zeevisserij
Bij de toenmalige zeevisserij was het begrip matroos een aanduiding van een rang onder de bemanningsleden. Zo kende men bij de  vleetvisserij (de voormalige visserij op haring) in aantallen en in rang van laag naar hoog de afhouder, reepschieter, jongste, 1 of 2 oudsten, wisselend 5 of 6 volwaardige matrozen (van wie er één tevens als kok fungeerde), een 7/8ste matroos die iets minder verdiende dan de volwaardige matroos, een motordrijver, de stuurman en de schipper. De motordrijver of monteur kwam in beeld toen vanaf de jaren 1920 de loggers gemotoriseerd werden. De rang die men innam was bepalend voor het deel van de geldelijke opbrengst van de vangst dat men ontving. Ook bij de beugvisserij en de sleepnetvisserij kende men de rang van matroos.

## Binnenvaart
In de binnenvaart ben je matroos als je:
- een minimum leeftijd van 19 jaar hebt en werkzaam bent of gaat werken in de binnenvaart,
- in het bezit bent van een dienstboekje met kwalificatie Matroos.

Het is mogelijk met een Praktijkexamen Matroos om met 90 vaardagen, in combinatie met een opleiding aan boord van het schip waarop de kandidaat werkt en vaart, een stempel Matroos in het dienstboekje te krijgen. Na inschrijving bij de cursusinstelling mag de kandidaat al een stempel Lichtmatroos in het dienstboekje laten zetten. Een vooropleiding is niet nodig. De kandidaat moet na inschrijving 90 vaardagen in het dienstboekje opbouwen. In die tijd voert de kandidaat diverse praktische werkopdrachten uit. Die worden op papier afgetekend door de leermeester (de schipper) als die deze opdrachten voldoende vindt. Daarna doet de kandidaat nog een afsluitende praktijktoets van pakweg 3 tot 4 uur. Bij slagen ontvangt de kandidaat van het CCV (onderdeel van het CBR) een Verklaring Praktijkexamen Matroos. Met deze verklaring kan de kandidaat bij het SAB de kwalificatie matroos in het dienstboekje laten zetten.

## Marine

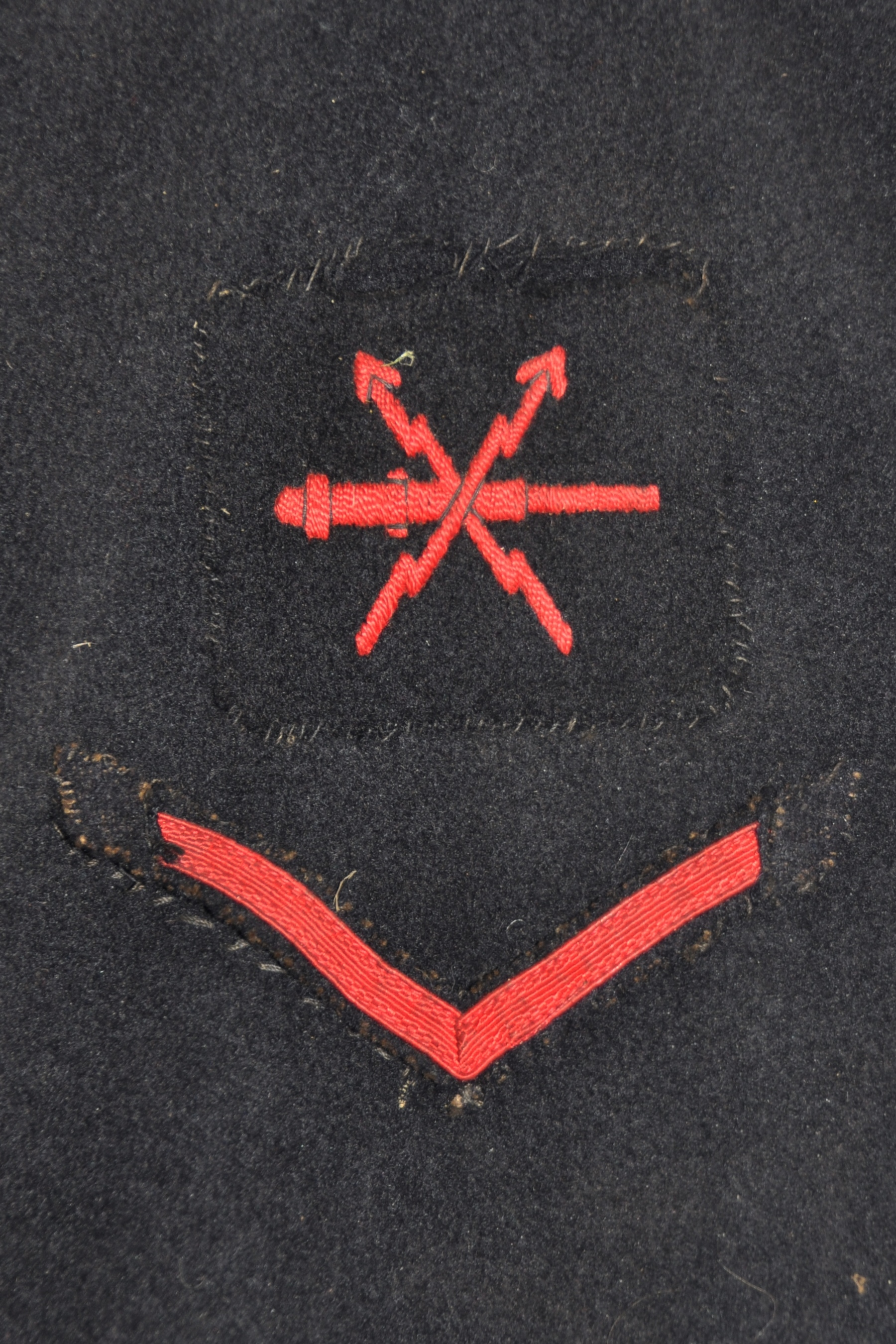
Matroos der 2e klasse van de Koninklijke Marine

Het begrip matroos is een stand bij de marine. Er zijn verschillende gradaties, te weten matroos 3e klas, matroos 2e klas en matroos 1e klas.
Matrozen bij de marine werden ook wel pikbroeken genoemd, dit vanwege het breeuwen waarbij men pek (pik) gebruikte. Een andere benaming is Jantjes.